# Paso del Norte (ópera de Víctor Rasgado)
Paso del Norte es una ópera moderna compuesta por el mexicano Víctor Rasgado. Está basada en una obra de teatro que a su vez está basada en una historia real sobre un grupo de inmigrantes que quedaron atrapados en el vagón de un tren cuando se dirigían a los Estados Unidos y todos menos uno sucumbieron hasta sofocarse.
La instrumentación de la obra es notable, debido a que es una mezcla entre una sinfonía moderna y la tradicional banda de pueblo. Para el estreno de la obra, que tuvo lugar en Oaxaca, la música fue reinstrumentada para que pudiera ser tocada por la banda del pueblo San Bartolomé Zoogocho. Desde entonces, esta ópera ha sido realizada múltiples veces en la Ciudad de México y en Ciudad Juárez, así como también en el Festival Internacional Cervantino 2014.

## Composición
Con el título de una obra corta de Juan Rulfo (desde El llano en llamas), esta obra fue creada por Victor Rasgado originario de Oaxaca, surgiendo así su quinta ópera. Rasgado es perteneciente a una prominente familia musical de Oaxaca, estudió composición en la Escuela Nacional de Música, El Centro de Investigación y Estudios Musicales en México y varias otras escuelas en Europa. Ha recibido varias becas y premios por su trabajo, tanto en México como en el extranjero. Esta ópera está basada en la obra de teatro de Hugo Salcado, El viaje de los cantores. Esta obra está basada en un evento suscitado en los 80's, donde un grupo de inmigrantes fue abandonado en el vagón de un tren descompuesto, todos menos uno sucumbieron hasta sofocarse. El sobreviviente pudo respirar a través de un hoyo en la puerta del vagón. Pasaron veinte años antes de que la historia fuera escenificada.

## Historia y puesta en escena
La ópera tiene once escenas en un acto, con una duración de más de una hora. Cuenta con nueve actores y un equipo austero. Cantado en español, el único sobreviviente de la historia se convierte en el narrador. El trabajo es una reflexión social del fenómeno, incluye la división de familias y el casi completo abandono de ciudades debido a la falta de trabajos. La principal parte femenina representa las esposas y madres que fueron dejadas atrás después de la partida de los hombres hacia el norte.
El sonido es poco convencional para una ópera, especialmente la instrumentación debido a la mezcla de música tradicional de banda mexicana y una composición más contemporánea. La obra fue compuesta originalmente para percusión, saxofón y piano, pero fue arreglada para ser tocada por una banda de pueblo, y es la primera ópera mexicana con esa instrumentación.

## Actuaciones
Esta ópera fue estrenada en el 2011 en el teatro Macedonio Alcalá en la Ciudad de Oaxaca, como parte del Festival Eduardo Mata. Este primera presentación contó con treinta y ocho músicos, actores y directores. El ensamble musical elegido fue la banda del pueblo San Bartolomé Zoogocho, debido a que la mitad de la población de este pueblo ha emigrado a los Estados Unidos. Desde entonces esta ópera ha sido realizada en múltiples lugares de la Ciudad de México y en Ciudad  Juárez, Chihuahua, así como también en el Festival Internacional Cervantino 2014.